# Apéritif
Apéritif är en tidskrift om dryck, som givits ut sedan 1963. Den gick ursprungligen under namnet Bar-Nytt och har även haft namnet Apéritif med Bar-Nytt.
Tidskriften är medlemstidning för Sveriges Bartenders Gille samt delas ut till alla medlemmar av Munskänkarna .